# Syzygium brevipes
Syzygium brevipes là một loài thực vật có hoa trong Họ Đào kim nương. Loài này được (Brongn. & Gris) J.W.Dawson miêu tả khoa học đầu tiên năm 1999.